# HK169
Der HK169 ist ein Granatwerfer von Heckler & Koch im Kaliber 40 mm × 46. Es handelt sich um den Nachfolger des HK69. Der Lauf öffnet sich zum Nachladen seitlich. Der abnehmbare Schaft stammt vom Sturmgewehr HK G36. Der Granatwerfer ist für den Einsatz beim Militär als auch bei der Polizei gedacht und hat eine Reichweite von 400 m. Unter anderem hat die Polizei Zürich den Granatwerfer für das präzise Verschießen von Tränengasgranaten im Einsatz.